# Росица Димитрова (полицай)
{{Личност
| име              = Росица Димитрова
| име-оригинал     = 
| категория        = полицай
| описание         = 
| портрет          = 
| портрет-описание = 
| пол              = жена
| име-рождено      = 
| роден-място      = 
| починал-място    = 
| звание           = [[Файл:МВР Главен комисар пагон.svg|безрамка|50x] Главен комисар
| националност     = 
| работил          = 
| псевдоним        = 
| вложки           = 
| още              = 
| баща             = 
| майка            = 
| брак             = 
| деца             = 
| подпис           = 
| сайт             = 
|роден-дата=13 септември 1972 г. (52 г.)
София, Народна република България}}
|звание            = [[Файл:МВР Главен комисар пагон.svg|безрамка|50x] Главен комисар
Росица Димитрова е български офицер, полицай, главен комисар от МВР.

## Биография
Родена е на 13 септември 1972 г. в София. Завършва две магистратури – икономика от УНСС и право от ЮЗУ „Неофит Рилски“. Влиза в системата на МВР през 2003 г. Там работи като оперативен работник и разследващ полицай в Държавна агенция „Технически операции“ и СДВР. На 22 октомври 2015 г. е назначена за началник на отдел „Противодействие на контрабандата и престъпността през държавната граница“ в Главна дирекция „Гранична полиция“. От 1 юни 2006 г. е преназначена на длъжността заместник-директор на ГДГП и директор на дирекция „Граничен контрол“.
От 10 август 2022 г. със заповед на министъра на вътрешните работи е назначена за временно изпълняваща длъжността директор на Главна дирекция „Гранична полиция“ с ресор Шенген. От 24 февруари до 15 юни 2023 г. е постоянно на длъжността директор. Освободена е от поста на 15 юни 2023 г.